# Drienica
Drienica (bis 1948 slowakisch „Šoma“; ungarisch Felsősom – bis 1907 Som) ist eine Gemeinde im Osten der Slowakei mit 758 Einwohnern (Stand 31. Dezember 2024). Sie gehört zum Okres Sabinov, einem Kreis des Prešovský kraj, sowie zur traditionellen Landschaft Šariš.

## Geographie

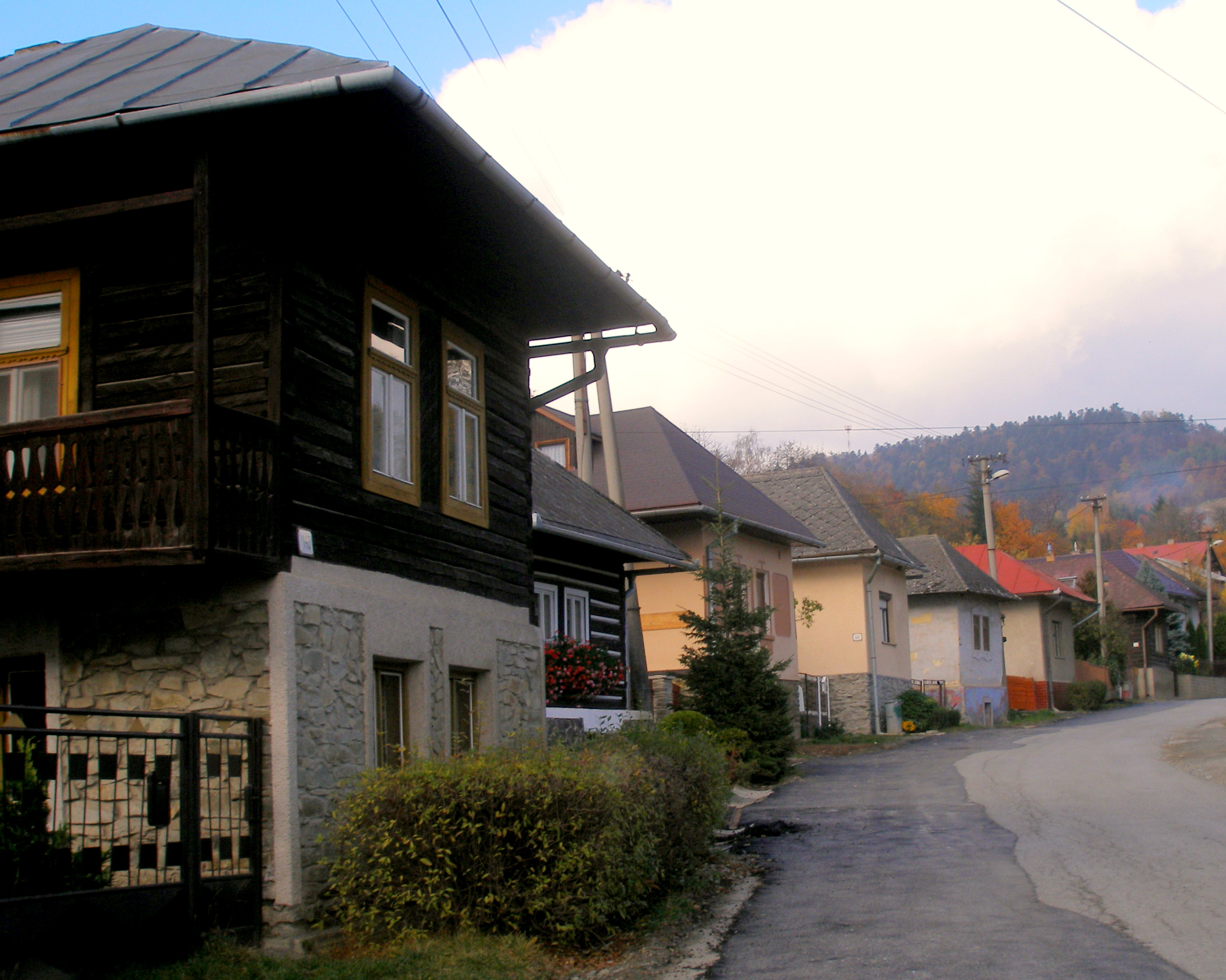
Drienica

Die Gemeinde befindet sich am südlichen Hang des Čergov-Gebirges im Einzugsgebiet der Torysa. Das Ortszentrum liegt auf einer Höhe von 473 m n.m. und ist vier Kilometer von Sabinov entfernt.
Nachbargemeinden sind Olejníkov im Norden, Šarišské Sokolovce im Nordosten, Jakubovany im Osten und Südosten, Sabinov im Süden, Červená Voda im Westen und Sabinov (Katastralgemeinde Zálesie) im Nordwesten.

## Geschichte

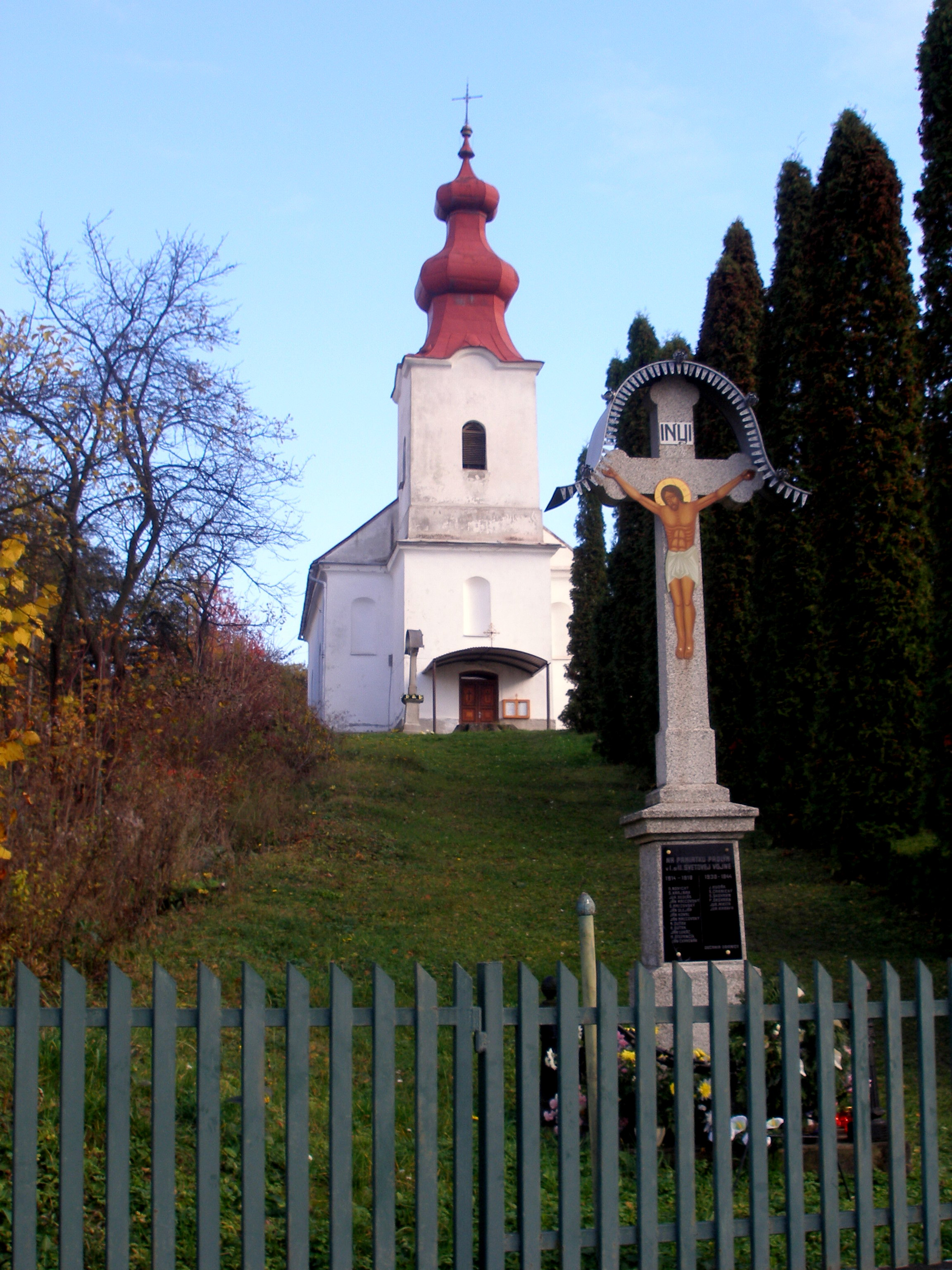
Kirche in Drienica

Der Ort wurde zum ersten Mal 1343 als Sum schriftlich erwähnt und lag im Herrschaftsgebiet von Svinia. 1427 war eine Steuer in Höhe von 34 Porta fällig, somit handelte es sich um ein großes Dorf. 1787 hatte die Ortschaft 56 Häuser und 337 Einwohner, 1828 zählte man 62 Häuser und 475 Einwohner, die als Hirten, Landwirte und Waldarbeiter beschäftigt waren.
Bis 1918 gehörte der im Komitat Sáros liegende Ort zum Königreich Ungarn und kam danach zur Tschechoslowakei beziehungsweise heute Slowakei. Auch in der ersten tschechoslowakischen Republik änderten sich die traditionellen Haupteinnahmequellen nicht. Nach dem Zweiten Weltkrieg pendelte ein Teil der Einwohner zu den Industriebetrieben in Sabinov, Prešov und Košice.

## Bevölkerung
| Jahr                | 1994 | 2004    | 2014    | 2024    |
| ------------------- | ---- | ------- | ------- | ------- |
| Anzahl der Personen | 671  | 691     | 734     | 758     |
| Unterschied         |      | +2,98 % | +6,22 % | +3,26 % |

| Jahr                | 2023 | 2024    |
| ------------------- | ---- | ------- |
| Anzahl der Personen | 771  | 758     |
| Unterschied         |      | −1,68 % |

Nach der Volkszählung 2011 wohnten in Drienica 714 Einwohner, davon 685 Slowaken und 13 Russinen. 16 Einwohner machten keine Angabe zur Ethnie.
429 Einwohner bekannten sich zur griechisch-katholischen Kirche, 203 Einwohner zur römisch-katholischen Kirche, 42 Einwohner zur orthodoxen Kirche, neun Einwohner zur Evangelischen Kirche A. B. und zwei Einwohner zu einer anderen Konfession. 12 Einwohner waren konfessionslos und bei 17 Einwohnern wurde die Konfession nicht ermittelt.

## Bauwerke und Denkmäler
- griechisch-katholische Kirche Mariä Geburt im klassizistischen Stil aus dem Jahr 1811

## Tourismus
Regional bekannt ist Drienica als Skigebiet, das direkt an das obere Ende des Dorfes anschließt und die Hänge des 1068 m hohen Bergs Lysá sowie des 762 m hohen Bergs Háj umfasst.